# Claviphantes bifurcatoides
Claviphantes bifurcatoides là một loài nhện trong họ Linyphiidae.
Loài này thuộc chi Claviphantes. Claviphantes bifurcatoides được Andrei V. Tanasevitch miêu tả năm 1987.